# 富岡市
富岡市（日语：／ Tomioka shi */?）是群馬縣西南部的城市。1872年（明治5年），日本最早的繅絲工廠「富岡繅絲場」設立于此。時代劇水戶黃門的第一代水戶光圀的扮演者東野英治郎出生于此。現任市長為岩井賢太郎。

## 地理
- 山岳：妙義山、大桁山
- 河川：鏑川、高田川、丹生川、野上川、星川
- 湖沼：丹生湖、大鹽湖

## 人口
- 総人口：53,244人
- 男性：26,112人
- 女性：27,132人
- 家庭数：18,279
- 人口密度：443.17人/km²

（2010年4月1日現在）

## 面積
総面積：122.90km² 
- 可住地面積：77.20 km²

可住地面積占總面積比例：62.8% 
- 東西長：18.8km
- 南北長：14.4km

### 相鄰自治體
- 安中市
- 甘樂郡下仁田町、甘楽町
- 多野郡吉井町

## 外部連結
- 富岡市（页面存档备份，存于）